# 新渡戸稲雄
新渡戸 稲雄（にとべ いなお、1883年 - 1915年）は、日本の昆虫学者。リンゴの害虫研究について多くの研究成果を残した。

## 生涯
幕末期に荒れ地だった南部盛岡藩の北部・三本木原（青森県十和田市付近）で灌漑用水路・稲生川の掘削事業を成功させた新渡戸傳の晩年の娘・わかの長男として青森県に出生。教育者・思想家で、国際連盟初代事務次長になった新渡戸稲造は従兄に当たる。
1900年に青森市石江に創設された青森県農事試験場（現・青森県農林総合研究センター）の最初の害虫掛として、1902年に僅か19歳で着任。リンゴの害虫研究に従事し、リンゴ果実に幼虫が食入するシンクイガ類の産卵を避けるためにリンゴに袋をかける方法を、県内に広めた。また、東北帝国大学農科大学（現・北海道大学）松村松年教授の元に多くの標本を送り、研究を依頼した。その成果として、ニトベギングチバチをはじめとして、1ダースほどの虫（ニトベミノガ、ニトベブチミャクヨコバイ、ニトベエダシャク、ニトベハラボソツリアブ等）が「ニトベ」の名前を学名や和名に持つようになり、青森県で最初に科学的な昆虫研究をした学者として名を残すこととなった。
稲造が台湾総督府民政部殖産局長心得の職に就いていた（1901年～1906年）ことにより、1906年に台湾総督府農業試験場に勤務。台湾においても害虫研究で成果を上げたが、帰国直後にアメーバ赤痢に罹り、1915年に32歳で死去した。

## 著書
- 青森県産蝶類目録（1907年、博物之友）
- 柑橘害虫調査報告（1914年、台湾総督府農業試験場）  - 近代デジタルライブラリー